# Естонія на Європейських іграх 2015
Естонія на перших Європейських іграх у Баку була представлена 59 атлетами у 12 видах спорту.

## Медалісти
| Медаль | Спортсмен     | Вид спорту             | Дисципліна            | Дата      |
| ------ | ------------- | ---------------------- | --------------------- | --------- |
| Срібло | Юлія Беляєва  | Фехтування             | Жінки, командна шпага | 26 червня |
| Срібло | Ірина Ембрих  | Фехтування             | Жінки, командна шпага | 26 червня |
| Срібло | Еріка Кірпу   | Фехтування             | Жінки, командна шпага | 26 червня |
| Срібло | Катріна Легіс | Фехтування             | Жінки, командна шпага | 26 червня |
| Бронза | Гейкі Набі    | Греко-римська боротьба | Чоловіки, до 130 кг   | 14 червня |
| Бронза | Еріка Кірпу   | Фехтування             | Жінки, шпага          | 23 червня |